# Владимир Прийович
Владимир Прийович (серб. Владимир Пријовић, нар. 26 червня 2002, Прибой, Сербія) — сербський футболіст, центральний захисник клубу «Спартак» (Суботиця).

## Ігрова кар'єра

### Клубна
Владимир Прийович є вихованцем столичного клубу «Црвена Звезда». Сезон 2019/20 футболіст провів в оренді у клубі «Графичар». 
У серпні 2020 року він перейшов до данського «Ольборга», з яким підписав контракт на чотири роки. Починав грати за молодіжну команду «Ольборга», а в сезоні 2021/22 зіграв два матчі в основі у чемпіонаті Данії.
Після чого влітку 2022 року повернувся до Сербії, де провів наступний сезон у клубі Першої ліги «Напредак». А в серпні 2023 року як вільний агент приєднався до клубу вищого дивізіону «Спартак» (Суботиця), з яким підписав трирічний контракт.

### Збірна
22 березня 2024 року Владимир Прийович зіграв першу гру у складі молодіжної збірної Сербії.